# 58. Sinfonie (Haydn)
Die Sinfonie F-Dur Hoboken-Verzeichnis I:58 komponierte Joseph Haydn um 1767 während seiner Anstellung als Kapellmeister beim Fürsten Nikolaus I. Esterházy.

## Allgemeines

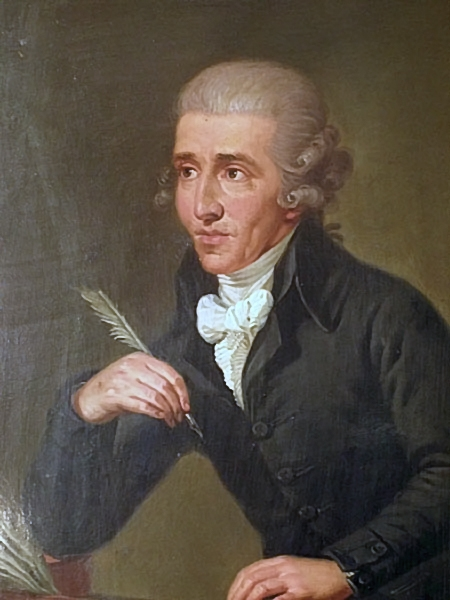
Joseph Haydn (Gemälde von Ludwig Guttenbrunn, um 1770)

Die Sinfonie Nr. 58 komponierte Haydn wahrscheinlich im Jahr 1767 während seiner Anstellung als Kapellmeister beim Fürsten Nikolaus I. Esterházy. Im Vergleich mit der ebenfalls 1767 komponierten Sinfonie Nr. 35 ist Nr. 58 entgegengesetzt aufgebaut:

„[Die Sinfonien Nr.] 58 in F-Dur und 35 in B-Dur kann man (…) als gleichsam spiegelbildliches Werkpaar verstehen: die F-Dur-Symphonie bewegt sich von einem gemütlichen, in der Durchführung mit komischen Kontrasten arbeitenden Kopfsatz über ein harmloses Andante zu einem vollkommen exzentrischen, die wildesten Kontraste auf engstem Raum ausspielenden Finale; dazwischen steht das berühmte „Menuet alla zoppa“ (…). Die B-Dur-Symphonie geht den umgekehrten Weg, von einem schon in der Exposition hochdramatischen Kopfsatz über ein melancholisches Andante zu einem Finale, das buffa-Töne anschlägt.“

## Zur Musik
Besetzung: zwei Oboen, zwei Hörner, zwei Violinen, Viola, Cello, Kontrabass. Zur Verstärkung der Bass-Stimme wurden damals auch ohne gesonderte Notierung Fagott und Cembalo-Continuo eingesetzt, wobei über die Beteiligung des Cembalos unterschiedliche Auffassungen bestehen.
Aufführungszeit: ca. 20 Minuten (je nach Einhalten der vorgeschriebenen Wiederholungen).
Bei den hier benutzten Begriffen der Sonatensatzform ist zu berücksichtigen, dass dieses Schema in der ersten Hälfte des 19. Jahrhunderts entworfen wurde (siehe dort) und von daher nur mit Einschränkungen auf ein um 1767 komponiertes Werk übertragen werden kann. – Die hier vorgenommene Beschreibung und Gliederung der Sätze ist als Vorschlag zu verstehen. Je nach Standpunkt sind auch andere Abgrenzungen und Deutungen möglich.

### Erster Satz: Allegro
F-Dur, 3/4-Takt, 145 Takte
Der Satzbeginn des einfach aufgebauten, divertimento bis menuetthaften Allegros ist für eine Sinfonie der damaligen Zeit ungewöhnlich: Das erste Thema ist im zurückhaltenden bis tänzerischen Charakter gehalten (ebenso wie weite Strecken des übrigen Satzes) und wird piano nur von den Streichern vorgestellt (nicht wie sonst üblich durch das ganze Orchesters im Forte). Der viertaktige Vordersatz basiert auf Dreiklängen (Motiv 1), im sechstaktige Nachsatz spielt der Bass zunächst eine sangliche Wendung im Umfang der Sexte abwärts unter Liegetönen der Violinen (Motiv 2), die Themenvorstellung wird dann über eine kurze Kadenzfigur beendet. Unmittelbar darauf wiederholt das ganze Orchester forte das Thema als Triolen-Variante, danach verselbständigen sich die Triolen und führen in Takt 29 zur Dominante C-Dur. Hier tritt Motiv 2 erneut auf, nun in den Oberstimmen („zweites Thema“). Nach vier Takten folgt abrupt und forte zunächst eine absteigende Linie der Oberstimmen über durchlaufenden Triolenketten im Bass (Motiv 3), dann eine in Oktavsprüngen aufsteigende Achtelbewegung (Motiv 4). Die Schlussgruppe wiederholt ihre dreitaktige Phrase mit den Triolenketten im Wechsel von Ober- und Unterstimmen (Motiv 5) und beendet die Exposition mit Unisono-Triolenketten im Staccato.
Die Durchführung beginnt mit dem Vordersatz des ersten Themas in C-Dur, verarbeitet dann unter Tonartwechsel und charakteristischen, energischen Forte-Einwürfen des Tutti den Kopf des ersten Themas. In Takt 39 setzt forte eine Variante der Oktavsprünge von Motiv 4 ein, gefolgt vom dreitaktigen Motiv 5 und – überraschend mit Wechsel zum Piano und zur Reprise hinleitend – das „zweite Thema“ (Motiv 2).
Die Reprise ab Takt 96 ist ähnlich der Exposition strukturiert. Allerdings fehlt das „zweite Thema“ an seiner gewohnten Stelle, dafür wird sein Kopf in der Coda ab Takt 137, die wie ein zur Ruhe kommen des Satzes im Piano wirkt, „nachgereicht“. Exposition sowie Durchführung und Reprise werden wiederholt.

### Zweiter Satz: Andante
B-Dur, 2/4-Takt, 90 Takte
Der sangliche Satz ist nur für Streicher und überwiegend piano gehalten. Die Violinen spielen größtenteils parallel, über weite Strecken auch Viola und Bass, so dass das Andante eine meist zweistimmige Anlage zeigt.
Das Hauptthema (Takt 1 bis 9) fällt in der ersten Hälfte durch seinen punktierten Rhythmus und die Verzierungs-Triller auf. Die zweite Hälfte beginnt mit dem punktierten Rhythmus im Wechsel von Ober- und Unterstimmen, weiterhin kommen Triolen dazu (diese erinnern an das vorige Allegro). Der Themenkopf wird dann wiederholt, schwenkt aber bereits nach wenigen Takten zur Dominante F-Dur, in der nun die Triolen dominieren als absteigende Dreiklangsbrechungen, Tonrepetition, aufsteigende Tonleitern sowie Staccato-Figuren. Die Schlussgruppe wiederholt ihr viertaktiges Motiv aus auf- und absteigenden Dreiklangsbrechungen in Triolen.
Die Durchführung bringt den Themenkopf zunächst der Dominante, rückt dann aber mit dem Themenkopf zurück zur Tonika B-Dur und rutscht von hier aus zur Tonikaparallelen g-Moll. Anschließend folgen Varianten der Triolen-Motive mit den Dreiklangsbrechungen und Tonrepetitionen aus der Exposition, überwiegend in Moll gehalten. Die zweite Hälfte der Durchführung besteht aus Triolenketten im Dialog von Ober- und Unterstimmen.
Die Reprise setzt in Takt 70 mit den Triolen-Dreiklangsbrechungen entsprechend Takt 14 ein (das erste Thema fehlt) und folgt dann dem Verlauf der Exposition. Je nach Standpunkt kann man in dem Satz daher auch eine zweiteilige Struktur sehen. Exposition sowie Durchführung und Reprise werden wiederholt.

### Dritter Satz: Menuet alla zoppa. Un poco Allegretto
F-Dur, 3/4-Takt, mit Trio 36 Takte

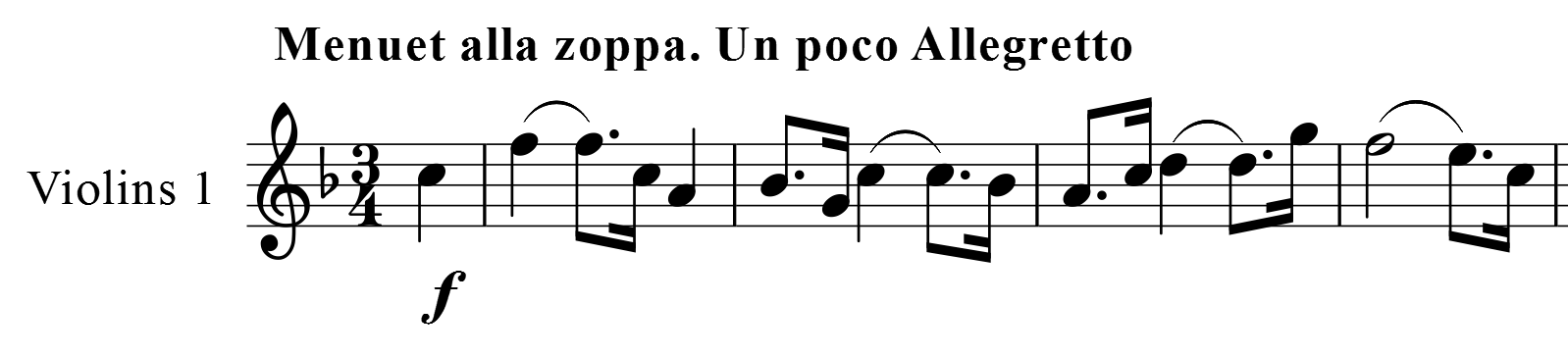
Beginn des Menuetts

Das Menuett „auf hinkende Art“ entfernt sich durch die „durchgängig festgehaltene, merkwürdig starr wirkende punktierte Rhythmik“ in den stimmführenden Oboen und Violinen weit vom üblichen Charakter des (Tanz-)Menuetts. Der punktierte Rhythmus im Wechsel mit „normalen“ Vierteln bewirkt eine ungewohnte, hinkende Verschiebung der Taktschwerpunkte, die den Eindruck erwecken, als würde ständig 3/4-Takt mit 2/4-Takt abwechseln.
Das Menuett findet sich inklusive Trio (dort ohne Hörner) auch im Baryton-Trio D-Dur Hoboken-Verzeichnis XI:52. In der Sinfonie ist der Kontrast zwischen Menuett und Trio erhöht (Menuett hohe bzw. normale, Trio sehr tiefe Lage). Es ist unklar, welche Fassung die ursprüngliche ist. Möglicherweise stellt das Menuett eine Anspielung auf den „Musikalischen Instrumentalkalender“ dar, die Haydns Amtsvorgänger als Kapellmeister, Gregor Joseph Werner, 1748 veröffentlicht hatte: Im Kalenderblatt August heißt der vierte Satz „Der hinkende Bote“.
Das Trio besteht wie das Menuett aus zwei achttaktigen Teilen. Es kontrastiert durch die Tonart f-Moll, die schattenhaft-düstere Klangfläche mir geringer Bewegungsenergie stark zum Menuett. Der etwas „slawische“ Charakter erinnert an die Trios aus den Sinfonien Nr. 28 und Nr. 29. Der erste Teil ist nur für Streicher gehalten, während im zweiten Teil die Hörner als lang ausgehaltener, „bedrohlicher“ Liegeton begleiten, der teils dissonant zu den Harmonien der Streicher klingt.

### Vierter Satz: Presto
F-Dur, 3/8-Takt, 171 Takte

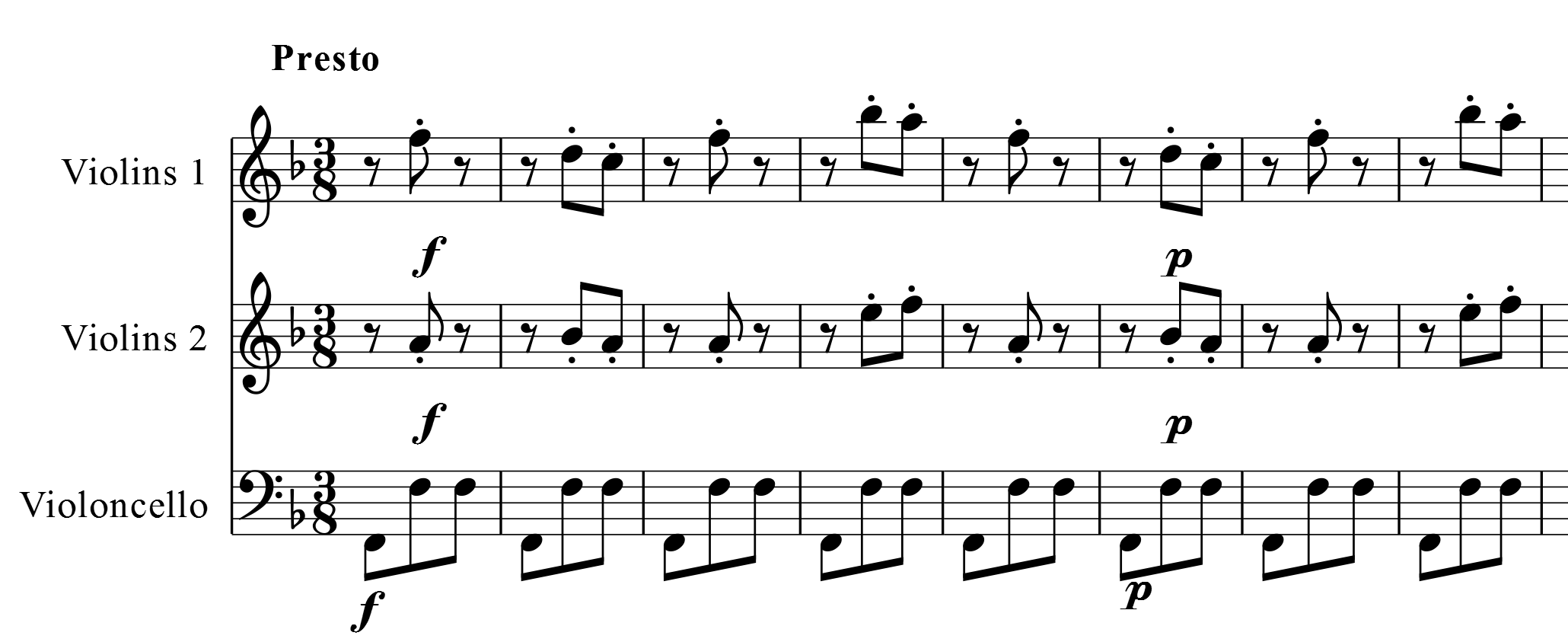
Beginn des Presto

Das Presto ist ähnlich von Haydns frühesten Sinfonien im 3/8-Takt gehalten und – ähnlich zum Menuett – durch seine ungewöhnliche, exzentrische Rhythmik und zudem durch abrupte dynamische Kontraste gekennzeichnet. Das Haupt-„Thema“ (Motiv 1) besteht aus einer pausendurchsetzten Staccato-Figur über durchgängiger Bassbewegung auf F, wobei die Lücke auf der ersten Taktzeit in den Oberstimmen durch die Bassbegleitung mit ihrem Oktavsprung gefüllt wird. Eine rhythmische, aufstrebende Figur (Motiv 2) führt zur Dominante C-Dur, wo in Takt 25 piano das wiederum von Pausen durchsetzte, chromatische Motiv 3 anfängt. Nach nur vier Takten schwenkt Haydn kurzfristig zum Forte, wobei der Rhythmus nun noch durch Triolen angereichert wird, gefolgt von zwei viertaktigen Piano-Phrasen der Streicher mit ungewöhnlicher Harmonieabfolge (u. a. Erreichen von a-Moll). Eine opernhafte, energisch aufstrebende Unisono-Geste (Motiv 4) führt über Motiv 2 und eine Tremoloklangfläche mit der Oktavsprung-Bassfigur von Motiv 1 („Tremolopassage“) zur Schlussgruppe, wo Motiv 1 nochmals als Variante auftritt inklusive der echohaften Piano-Wiederholung.
Die Durchführung verarbeitet Motiv 2 und 3 im abrupten Wechsel von forte und piano, ab Takt 88 wird Motiv 2 abwärts sequenziert und geht in eine Variante der Tremolopassage über.
In der Reprise (ab Takt 107) ist das Hauptthema variiert, indem der Bass eine Oktave höher spielt und den tiefen, grundierenden Anfangston auslässt, dafür spielen die Oberstimmen ihren einen Staccato-Ton im ersten und dritten Thementakt auf der ersten (und nicht wie vorher auf der zweiten) Taktzeit. Die übrige Reprise ist strukturell ähnlich der Exposition. Exposition sowie Durchführung und Reprise werden wiederholt.

„Das Presto-Finale beruht ganz auf einem akzentuierten Motiv, das vom Ohr nur schwer zu erfassen ist; später wird die Exzentrik beherrschend, mit abrupten Verhalten und Neuanfängen, Dynamikwechseln und chromatischen Harmonien.“

„Der eigenwillige, durchbrochene Rhythmus des Themas über den stampfenden Baßfiguren, die Einschiebung kleiner kontrastierender Episoden, die häufigen dynamischen Wechsel, die überraschenden harmonischen Wendungen, mit all dem zeigt und Haydn, wie entschieden er hier aus der Schablone seiner früheren 3/8-Finalsätze ausbricht (…).“

„Der vierte Satz übertrumpft das Menuett sogar noch an Originalität: Er führt das Prinzip der Triolenbewegung („kurzatmiger“ Dreiachteltakt, in der Art einer barocken Gigue) mit dem des „Hinkens“ („nach“-schlagende Melodiefragmente) zusammen.“